# Předčasný pohřeb
Předčasný pohřeb (v originále "The Premature Burial") je hororová povídka amerického autora Edgara Allana Poea vydaná roku 1844. Ve slovenské sbírce Zlatý skarabeus byla publikována pod názvem Za živa v hrobe.
Strach z pohřbení zaživa byl za života spisovatele běžný ve společnosti a E. A. Poe těchto obav využil k napsání příběhu. Ten byl několikrát zfilmován.
Vypravěč příběhu trpí zvláštní nemocí (katalepsie), při které mu tuhnou svaly a on při záchvatu nemoci vypadá jako mrtvý. To je také důvod, proč má panickou hrůzu z pohřbení zaživa. Dělá proto různá opatření, aby tomu zabránil. Jednoho dne se probírá po silném záchvatu a domnívá se, že se ocitl v hrobě.
Téma pohřbení zaživa se objevuje i v dalších povídkách E. A. Poea:
- Berenice
- Sud vína amontilladského
- Zánik domu Usherů

Úvod povídky Předčasný pohřeb začíná jako esej, obdobným způsobem jsou napsány povídky Démon zvrácenosti a Nikdy se s čertem nesázej o hlavu!.

## Příběh
V úvodu spisovatel konstatuje, že existují příběhy s nepříliš veselou tematikou, které budou část čtenářů přitahovat. Romantický autor by se jim však měl vyhnout, nechce-li přijít o své publikum. Mezi tato témata se řadí všelijaké přírodní katastrofy, morové epidemie a jiné dějinné kalamity.
Avšak je zřejmé, že mnohá utrpení jednotlivců se mohou těmto obecným pohromám vyrovnat či je svou intenzitou předčit. Skutečná strast a nejzazší muka jsou individuální, nikoli mnohostná. Mezi jednu z nejúděsnějších forem utrpení patří bezesporu pohřbení zaživa. Tyto případy nejsou vzácné, jak dokazují změněné polohy těl nebožtíků v kryptách, jak se ještě živí pokoušeli vyprostit.
Vypravěč přechází od popisu jednotlivých případů lékařských omylů a prohlášení živých osob za mrtvé k vlastnímu zážitku. Trpí zvláštní chorobou, kterou lékaři z nedostatku přesnějšího označení stanovili jako katalepsii. Má tedy oprávněný důvod k obavě, že by mohla nastat situace, kdy během jednoho ze svých delších strnulých stavů bude prohlášen za mrtvého a pohřben. Přiznává, že i v těchto mrákotných stavech vědomí nejasně vnímá přítomnost a proto jej možnost předčasného pohřbu tolik děsí. Jeho trans trvá leckdy i několik týdnů. Návrat k plnému vědomí bývá pozvolný, jakoby se probíral z dřímoty, je zmatený a celkové duševní schopnosti a paměť jsou dlouho utlumeny. Mimo tuto závažnou nemoc je jeho zdravotní stav dobrý.
Vypravěče zejména sužuje opakující se fantasmagorický výjev, kdy jej ze stavu nehybnosti vytrhne ledová ruka a čísi hlas mu poručí, aby vstal. Nezřetelná postava poté otevře všechny mohyly světa a on spatří miliony neklidných spáčů, jak se převalují v rakvích a chabě se vzpínají.
Pod vlivem těchto fantazmat se jeho psychický stav zhoršuje. Trpí úzkostí, zdráhá se kamkoli cestovat a pochybuje i o oddanosti nejbližších přátel, kteří jsou s jeho chorobou důverně seznámeni. Má strach, že se jednoho dne dostaví velmi dlouhý trans, jenž zpečetí jeho osud. Podnikne různá opatření, nechá přebudovat rodinnou kryptu tak, aby bylo možno ji otevřít zevnitř, zajistí její větrání, vedle měkce vystlané rakve musejí být připraveny nádoby s vodou a čerstvým jídlem. Samotné víko rakve je opatřeno pružinou, aby se při mírném zatlačení zevnitř lehce odklopilo.
Po jednom z nesčetných záchvatů se protagonista probírá z bezvědomí. Po dlouhé pauze je konečně schopen uvědomit si okolí a zjistí, že se nachází v absolutní tmě. Má podvázanou bradu a leží na něčem tvrdém. Natáhne ruce a narazí jimi do dřeva. Nepochybuje, že přes všechna opatření se ocitl v rakvi a zoufale vykřikne.
Nějaké hlasy jej okřiknou, aby přestal a cizí ruce jej uchopí a lomcují jím, než se vzpamatuje. Vyjde najevo, že se nachází na malé šalupě, kam se uchýlil s přítelem v prudké bouři. Rozhodli se zde strávit noc a posádka jim nabídla nocleh na úzkých dřevěných pryčnách. Vypravěč si před spánkem ovázal hlavu šátkem místo noční čepice, kterou obvykle nosívá.
Po této události nastává zvrat v jeho životě. Duševní zdraví se zlepšilo, dostavuje se klid. Mladý muž odkládá lékařské knihy, přemýšlí o jiných věcech než o smrti a podniká daleké cesty. Chorobná úzkost je pryč.
| „                              | Jsou okamžiky, kdy se i střízlivému oku rozumu jeví náš truchlivý lidský svět jako hotové peklo — avšak naše obraznost se nemůže jako Carathis beztrestně ponořit do všech hlubin. Trudný zástup záhrobních hrůz, to není — běda! — pouhopouhá smyšlenka — avšak tyto hrůzy musí spát jako démoni doprovázející Afrasiaba na jeho plavbě po Oxu, musí spát, sice nás pohltí — nesmíme rušit jejich spánek, nebo zahyneme. | “ |
| — E. A. Poe — Předčasný pohřeb | |   |

## Analýza
Strach z pohřbení zaživa byl hluboce zakořeněn v západní kultuře devatenáctého století  a Poe přetavil zájem veřejnosti o toto téma do své povídky . Byly zaznamenány stovky případů, kdy doktoři chybně prohlásili člověka za mrtvého. V této éře byly rakve občas vybaveny signalizačním zařízením, aby si mohl člověk stižený touto úděsnou situací přivolat pomoc. Viktoriáni dokonce založili "Společnost pro prevenci předčasného pohřbení" ("Society for the Prevention of People Being Buried Alive"). Víra ve vampíry a obživlé mrtvoly, které vystupují ze svých hrobů, aby během noci vyhledávaly živé oběti, bývá občas přisuzována předčasnému pohřbu. Folklorista Paul Barber tvrdí, že počet případů předčasného pohřbu bývá nadhodnocen a že běžné známky rozkladu těl bývají zaměňovány za známky života. Tato povídka zdůrazňuje fascinaci tématem, když vypravěč konstatuje, že pravda může být hrůznější nežli fikce a poté jmenuje jednotlivé případy, aby přesvědčil čtenáře.

## Adaptace
- The Crime of Dr. Crespi, horor USA 1935, režie John H. Auer, hrají Erich von Stroheim, Harriet Russell, Paul Guilfoyle, Jean Brooks, John Bohn a Dwight Frye[6]
- Předčasný pohřeb (anglicky The Premature Burial), Drama / Horor / Mysteriózní film USA 1962, 81 min., režie Roger Corman, hrají Ray Milland, Hazel Court, Heather Angel, Alan Napier, Dick Miller[7]
- Film Nightmares from the Mind of Poe z roku 2006 těží z povídek E. A. Poea Předčasný pohřeb, Zrádné srdce, Sud vína amontilladského a básně Havran.
- Americký film Haunting Fear z roku 1991 volně vychází z povídky E. A. Poea Předčasný pohřeb. Režie Fred Olen Ray, hrají Michael Berryman, Jan-Michael Vincent, Brinke Stevens, Delia Sheppard, Karen Black, Robert Clarke, Robert Quarry[8]
- Film Šílení českého surrealistického filmového režiséra Jana Švankmajera z roku 2005 vychází mj. z povídek E. A. Poea Předčasný pohřeb a Metoda doktora Téra a profesora Péra.[9]

## Poznámka
V povídce je zmíněno několik měst a mytických postav:
Města
- Lisabon (Portugalsko)
- Baltimore (Maryland, USA)
- Richmond (Virginie, USA)
- Paříž (Francie)
- Lipsko (Německo)
- Kalkata (Indie)
- Londýn (Velká Británie)

Postavy z mytologie
- Afrasiab - mytický král a hrdina Turanu [10].
- Carathis - matka perského kalifa jménem Haroun Vathek Billah, skutečná historická postava [11].

## Česká a slovenská vydání
Česky či slovensky vyšla povídka v následujících sbírkách nebo antologiích:
Pod názvem Předčasný pohřeb:
- Černý kocour a jiné hororové povídky (B4U Publishing, 2007)
- Jáma a kyvadlo a jiné povídky / The Pit and the Pendulum and other stories (Garamond, 2001)
- Jáma a kyvadlo a jiné povídky (Odeon 1975, 1978, 1987, 1988 a Levné knihy KMa 2002 [12])
- Předčasný pohřeb: Horrory a jiné děsivé příběhy (Hynek s.r.o., 1999)
- Předčasný pohřeb a jiné povídky (Mladá fronta, 1970)
- Zlatý skarabeus: Devatero podivuhodných příběhů Edgara Allana Poea (Albatros (edice Klub mladých čtenářů), 1979, překlad Josef Schwarz, 228 stran, náklad 50 000)

Pod názvem Za živa v hrobe:
- (slovensky) Zlatý skarabeus (Tatran, 1967, 295 stran)